# Prezydenci Cypru Północnego
Prezydenci Cypru Północnego są wybierani w powszechnych wyborach na 5-letnią kadencję. 

## Chronologiczna lista
| Osoba | Osoba                    | Osoba   | Kadencja             | Kadencja             | Partia polityczna |
| #     | Imię i nazwisko          | Portret | Od                   | Do                   | Partia polityczna |
| ----- | ------------------------ | ------- | -------------------- | -------------------- | ----------------- |
| 1     | Rauf Denktaş (1924–2012) |         | 15 listopada 1983    | 24 kwietnia 2005     | UBP               |
| 2     | Mehmet Ali Talat (1952–) |         | 24 kwietnia 2005     | 23 kwietnia 2010     | CTP               |
| 3     | Derviş Eroğlu (1938–)    |         | 23 kwietnia 2010     | 30 kwietnia 2015     | UBP               |
| 4     | Mustafa Akıncı (1947–)   |         | 30 kwietnia 2015     | 23 października 2020 | TDP               |
| 5     | Ersin Tatar (1960–)      |         | 23 października 2020 | nadal                | UBP               |